# Gyponana crenata
Gyponana crenata är en insektsart som beskrevs av De Conconi 1972. Gyponana crenata ingår i släktet Gyponana och familjen dvärgstritar. Inga underarter finns listade i Catalogue of Life.